# Liefde & geluk (televisieserie)
Liefde & geluk is een Vlaams televisieprogramma dat in 2001 heeft gelopen op de toenmalige TV1. In deze serie stond ieders liefde en diens geluk centraal. In totaal werden er dertien afleveringen opgenomen.

## Personages
"Liefde & Geluk" vertelt het verhaal van acht mensen van verschillende leeftijden, die in drie aanpalende huizen wonen. Het verhaal werd gedragen door Céline (45) (Sien Eggers) alias Madame Zimbra, een sympathieke kaartlegster. De zaakjes gaan niet slecht voor Céline, maar wat ze mist, is een man. De wáre man. Lucien (43) (Frans Van der Aa) is de broer van Céline en woont bij haar in. Hij heeft een gevangenisstraf achter de rug en is een beetje een sjoemelaar, maar verder geen kwaaie kerel. Lucien is verliefd op Angèle, de werkvrouw van Céline. Angèle (35) (Griet Debacker) is een lieve, maar wat simpele vrouw. Haar leven wordt beheerst door haar dominante en zieke moeder en mannen zijn voor haar taboe, al doet Lucien nog zo zijn best om dat taboe te doorbreken. Monique (40) (Loes Van den Heuvel) woont naast Céline en is redelijk welstellend. Haar man is als zeekapitein vaak lang van huis en Monique heeft haar zinnen op Lucien gezet, maar die ziet dat niet zo zitten. Dries (35) (Lukas Smolders) is een klassiek muzikant en woont na zijn scheiding in het appartementje boven Céline. Hij vindt haar een aardige vrouw, maar schrikt terug voor haar verlangen naar een definitieve relatie. Antoine (40) (Jan Steen) is een ambitieuze boekhouder. Hij is Célines buurman langs de andere kant en de eigenaar van haar huis. Antoine probeert Céline het hof te maken, maar heeft daarbij geen succes. Tom (17) (Jelle Cleymans) is de neef van Céline, die tegelijk zijn moeder en vriendin is. Zijn andere vriendin, maar meer als een jongere zus, is Tania (16) (Martje Ceulemans). Zij is de dochter van Monique en samen met Tom opgegroeid. Ze is erg intelligent, ernstig en volwassen voor haar leeftijd.
De hoofdpersonages (Céline, Lucien, Monique, Angèle, Dries en Antoine) zijn allemaal door een speling van het lot vrijgezel gebleven. In hun dagelijkse ontmoetingen trekken ze elkaar aan en stoten ze elkaar weer af. Maar ze kunnen niet zonder elkaar. Ondertussen vragen ook de tieners Tom en Tania de nodige aandacht, terwijl ze zichzelf vragen stellen over de zielenroerselen van de volwassenen.

## Rolverdeling
- Sien Eggers als Madame Celine Smit
- Frans Van der Aa als Julien Smit
- Jelle Cleymans als Tom Smit
- Griet De Backer als Huishoudster Angele
- Loes Van den Heuvel als Buurvrouw Monique
- Martje Ceulemans als Tania (de dochter van Monique, en beste vriendin van Tom)
- Lukas Smolders als bovenbuur Dries
- Jan Steen als buur en huisbaas Antoine

## Afleveringen
| Aflevering | Titel                           | Uitzenddatum  |
| ---------- | ------------------------------- | ------------- |
| 1          | Belastingen                     | 5 maart 2001  |
| 2          | Love in the air                 | 12 maart 2001 |
| 3          | En morgen ben ik de bruid       | 19 maart 2001 |
| 4          | Do, re, mi, fa, sol, la, Céline | 26 maart 2001 |
| 5          | Striptease                      | 2 april 2001  |
| 6          | Valentijn                       | 9 april 2001  |
| 7          | Showtime                        | 16 april 2001 |
| 8          | ?                               | 23 april 2001 |
| 9          | Heksenjacht                     | 30 april 2001 |
| 10         | Home, sweet home...             | 7 mei 2001    |
| 11         | ?                               | 14 mei 2001   |
| 12         | Bij leven en welzijn            | 21 mei 2001   |
| 13         | ?                               |               |

## Noot
Julien heeft een oogje laten vallen op Angele, maar dat ziet zij mede door zijn gevangenisverleden en haar ziek oud moedertje niet echt zitten, toch kan hij haar vaak doen blozen.